# Dafne-familien
Dafne-familien (Thymelaeaceae) kan kendes på deres fiberrige bark. Arterne har ofte hele blade, som sidder modsat. Undersiden er lodden af silkeagtige hår. mange arter har bøjelige, næsten gummiagtige grene med en ubehagelig lugt. Dette stemmer godt sammen med, at de fleste er giftige. Familien har mange flere slægter end den ene, der er kendt her i landet.
| Slægter |

- Dafne (Daphne)
- Thymelaea – med flere arter i maki og garrigue langs Middelhavets kyster.